# Liste der Einträge im National Register of Historic Places im Washington County (Tennessee)
Diese Liste der Einträge im National Register of Historic Places im Washington County (Tennessee) enthält alle im Washington County, Tennessee in das National Register of Historic Places eingetragenen Gebäude, Bauwerke, Objekte, Stätten oder historischen Distrikte.
Diese Liste entspricht dem Bearbeitungsstand des National Park Service/National Register of Historic Places vom 4. Oktober 2024.

## Legende
| NRHP | Historic Place                      |
| NHLD | National Historic Landmark District |
| HD   | National Historic District          |

## Aktuelle Einträge
| [ 2 ] | Name                                                           | Bild                                                    | Eintragsdatum                  | Lage | Ort                | Beschreibung                                          |
| ----- | -------------------------------------------------------------- | ------------------------------------------------------- | ------------------------------ | --- | ------------------ | ----------------------------------------------------- |
| 1     | Aquone                                                         | Aquone                                                  | 4. Nov. 1993 ID-Nr. 93001199   | 110 Barberry Rd. 36° 19′ 36,8″ N, 82° 22′ 3″ W | Johnson City       |                                                       |
| 2     | Bashor Mill                                                    | Bashor Mill                                             | 8. Juli 1980 ID-Nr. 80003878   | 248 Denny Mill Rd 36° 20′ 51″ N, 82° 24′ 16,9″ W | Johnson City       |                                                       |
| 3     | Boone Hydroelectric Project                                    | Boone Hydroelectric Project                             | 26. Okt. 2017 ID-Nr. 100001476 | 301 Boone Dam Rd. 36° 26′ 25,1″ N, 82° 26′ 19″ W | Kingsport          |                                                       |
| 4     | Brown Farm                                                     |                                                         | 29. Dez. 2014 ID-Nr. 14001107  | 359 Taylor Bridge Rd. 36° 12′ 22″ N, 82° 29′ 13,2″ W | Jonesborough       |                                                       |
| 5     | Adam Alexander Broyles House                                   |                                                         | 21. März 2011 ID-Nr. 11000099  | 3118 Old State Route 34 36° 13′ 18,8″ N, 82° 35′ 53,9″ W | Limestone          |                                                       |
| 6     | Broylesville Historic District                                 | Broylesville Historic District                          | 28. März 1985 ID-Nr. 85000677  | zwischen der Old State Route 34, Taylor Mill und Gravel Hill Rds. 36° 12′ 43,9″ N, 82° 36′ 15,8″ W                                                                                                   | Washington College |                                                       |
| 7     | Carolina, Clinchfield & Ohio Railroad Station and Depot        | Carolina, Clinchfield & Ohio Railroad Station and Depot | 27. März 2008 ID-Nr. 08000238  | 300 Buffalo St. 36° 18′ 51,1″ N, 82° 21′ 10,1″ W | Johnson City       |                                                       |
| 8     | Isaac Cooper House                                             | Isaac Cooper House                                      | 7. Sep. 1984 ID-Nr. 84003723   | Glendale Road 36° 19′ 21″ N, 82° 37′ 5,9″ W | Limestone          |                                                       |
| 9     | DeVault Tavern                                                 | weitere Bilder                                          | 4. Juni 1973 ID-Nr. 73001855   | westlich von Jonesborough an der Leesburg Road 36° 17′ 33″ N, 82° 32′ 31,9″ W | Jonesborough       |                                                       |
| 10    | Valentine DeVault House                                        |                                                         | 29. Juli 1977 ID-Nr. 77001298  | nördlich von Johnson City, in der Nähe der DeVault Lane 36° 23′ 20″ N, 82° 21′ 11,9″ W | Johnson City       |                                                       |
| 11    | Dungan’s Mill and Stone House                                  | Dungan’s Mill and Stone House                           | 2. Juli 1973 ID-Nr. 73001854   | 3190 Watauga Rd 36° 22′ 8″ N, 82° 18′ 15,1″ W | Johnson City       |                                                       |
| 12    | Embree House                                                   | Embree House                                            | 14. Feb. 1978 ID-Nr. 78002647  | südwestlich von Telford an der Walker’s Mill Road 36° 14′ 44,2″ N, 82° 33′ 15,8″ W | Telford            |                                                       |
| 13    | Col. George Gillespie House                                    | Col. George Gillespie House                             | 22. Aug. 1977 ID-Nr. 77001299  | Old State Route 34, nahe der Davy Crockett Park Rd. 36° 13′ 23,2″ N, 82° 37′ 58,1″ W | Limestone          |                                                       |
| 14    | Isaac Hammer House                                             | Isaac Hammer House                                      | 19. März 1976 ID-Nr. 76001805  | nördlich von Johnson City, in der Nähe der U.S. Route 11 in Tennessee 36° 22′ 9,8″ N, 82° 22′ 55,9″ W                                                                                                | Johnson City       |                                                       |
| 15    | Henry Hoss House                                               | weitere Bilder                                          | 16. Dez. 1982 ID-Nr. 82001734  | Blountville Rd. 36° 18′ 20,2″ N, 82° 27′ 49″ W | Jonesborough       |                                                       |
| 16    | Johnson City Commercial Historic District                      | Johnson City Commercial Historic District               | 17. Juli 2003 ID-Nr. 03000666  | E. Market St., E. Main St., Tipton St., Buffalo St., Spring St., S. Roan St. und Colonial Way 36° 19′ 0,8″ N, 82° 21′ 4″ W                                                                           | Johnson City       |                                                       |
| 17    | Johnson City Country Club                                      | Johnson City Country Club                               | 15. Nov. 2011 ID-Nr. 11000809  | 1901 E. Unaka Ave. 36° 20′ 36,2″ N, 82° 20′ 26,9″ W | Johnson City       |                                                       |
| 18    | Johnson City Postal Savings Bank and Post Office               | Johnson City Postal Savings Bank and Post Office        | 17. Nov. 2020 ID-Nr. 100005792 | 401 Ashe St. 36° 18′ 47,2″ N, 82° 21′ 12,2″ W | Johnson City       |                                                       |
| 19    | Johnson City Warehouse and Commerce Historic District          | Johnson City Warehouse and Commerce Historic District   | 17. Juli 2003 ID-Nr. 03000667  | Commerce St., W. Market St., McClure St., und Boone St., inklusive der 107 N. Boone, 100–102, 104, 200, 204, 210, und 214 Montgomery Sts. 36° 19′ 1,9″ N, 82° 21′ 15,1″ W                            | Johnson City       |                                                       |
| 20    | Jonesborough Historic District                                 | weitere Bilder                                          | 23. Dez. 1969 ID-Nr. 69000183  | zwischen der Depot und College Sts., mit der 3rd Ave., Main St. und Franklin Ave., inklusive Teilbereiche der E. Main St. von der Franklin Ave. zur 624 E. Main St. 36° 17′ 35,2″ N, 82° 28′ 23,9″ W | Jonesborough       | Dieser Eintrag hat eine weitere Referenz ID 100004686 |
| 21    | Martin Kitzmiller House                                        | Martin Kitzmiller House                                 | 25. Juli 1985 ID-Nr. 85001609  | U.S. Route 23 am Boone’s Creek 36° 23′ 47″ N, 82° 24′ 52,9″ W | Gray               |                                                       |
| 22    | Knob Creek Historic District                                   |                                                         | 10. Juli 1986 ID-Nr. 86001543  | Gray Station, Knob Creek und Fair Ridge Rds. 36° 20′ 30″ N, 82° 24′ 35″ W | Johnson City       |                                                       |
| 23    | Montrose Court Apartments                                      | Montrose Court Apartments                               | 21. Apr. 1980 ID-Nr. 80003879  | Montrose Ct. 36° 18′ 24″ N, 82° 21′ 26″ W | Johnson City       |                                                       |
| 24    | Mountain Branch, National Home for Disabled Volunteer Soldiers | weitere Bilder                                          | 17. Juni 2011 ID-Nr. 11000560  | an der Straßenecke von Lamont und Sidney Sts. 36° 18′ 38″ N, 82° 22′ 24″ W | Johnson City       |                                                       |
| 25    | Plum Grove Archaeological Site                                 |                                                         | 5. Sep. 1985 ID-Nr. 85002353   | Adresse nicht veröffentlicht | Jonesborough       |                                                       |
| 26    | Peter Range Stone House                                        | Peter Range Stone House                                 | 15. Dez. 1983 ID-Nr. 83004312  | 2833 E Oakland Ave 36° 21′ 31″ N, 82° 22′ 42″ W | Johnson City       |                                                       |
| 27    | Robin’s Roost                                                  | Robin’s Roost                                           | 20. Jan. 1976 ID-Nr. 76001806  | S. Roane St. 36° 18′ 38″ N, 82° 20′ 41″ W | Johnson City       |                                                       |
| 28    | St. Paul AME Zion Church                                       | St. Paul AME Zion Church                                | 12. Apr. 2001 ID-Nr. 01000382  | 201 Welbourne St. 36° 19′ 15″ N, 82° 21′ 8″ W | Johnson City       |                                                       |
| 29    | Salem Presbyterian Church                                      | Salem Presbyterian Church                               | 22. Sep. 1992 ID-Nr. 92001255  | 147 Washington College Rd. 36° 13′ 8″ N, 82° 34′ 20″ W | Limestone          |                                                       |
| 30    | Shelbridge                                                     | Shelbridge                                              | 14. Dez. 1995 ID-Nr. 95001477  | 101 E 11th Ave 36° 19′ 38″ N, 82° 21′ 51,8″ W | Johnson City       |                                                       |
| 31    | Sulphur Springs Methodist Campground                           | Sulphur Springs Methodist Campground                    | 12. Mai 1975 ID-Nr. 75001796   | nördlich von Jonesborough, in der Nähe der Tennessee State Route 81 36° 20′ 53″ N, 82° 32′ 29″ W | Jonesborough       |                                                       |
| 32    | Thomas Telford House                                           | Thomas Telford House                                    | 10. Feb. 1982 ID-Nr. 82004064  | 145 Jonesborough Waterplant Rd 36° 12′ 30″ N, 82° 36′ 17″ W | Limestone          |                                                       |
| 33    | Thankful Baptist Church                                        | Thankful Baptist Church                                 | 8. Aug. 2001 ID-Nr. 01000852   | 104 Water St. 36° 19′ 10″ N, 82° 21′ 3,9″ W | Johnson City       |                                                       |
| 34    | Tipton-Haynes House                                            | Tipton-Haynes House                                     | 26. Feb. 1970 ID-Nr. 70000620  | südöstlich von Johnson City, an der U.S. Route 19 36° 17′ 37″ N, 82° 20′ 6″ W | Johnson City       |                                                       |
| 35    | Tree Streets Historic District                                 | Tree Streets Historic District                          | 12. März 1996 ID-Nr. 96000232  | zwischen der S. Roan, W. Chestnut, Franklin, Virginia Sts. und dem University Parkway 36° 18′ 29″ N, 82° 21′ 18″ W                                                                                   | Johnson City       |                                                       |
| 36    | Washington College Historic District                           | weitere Bilder                                          | 17. Juli 2002 ID-Nr. 02000812  | 116 Doak Lane 36° 13′ 4″ N, 82° 34′ 19″ W | Washington College |                                                       |
| 37    | Wassom Farm                                                    | Wassom Farm                                             | 2. Mai 2018 ID-Nr. 100002265   | 276 Matthews Mill Rd. 36° 14′ 48,8″ N, 82° 33′ 52,2″ W | Telford            |                                                       |

## Ehemalige Einträge
| [ 2 ] | Name                         | Bild                     | Eintragsdatum                 | Lage                                                                                    | Ort          | Beschreibung                                                  |
| ----- | ---------------------------- | ------------------------ | ----------------------------- | --------------------------------------------------------------------------------------- | ------------ | ------------------------------------------------------------- |
| 1     | Bowers–Kirkpatrick Farmstead |                          | 12. März 1998 ID-Nr. 97001108 | 3033 Boone’s Creek Rd. 36° 23′ 8″ N, 82° 25′ 0″ W                                       | Gray         |                                                               |
| 2     | Memorial Stadium             |                          | 19. Juli 2010 ID-Nr. 10000472 | an der Einmündung der E Main Street zur Lonnie Lowe Lane 36° 19′ 17″ N, 82° 20′ 26,2″ W | Johnson City |                                                               |
| 3     | Christopher Taylor House     | Christopher Taylor House | 9. Dez. 1971 ID-Nr. 71000839  | Main Street 36° 16′ 35″ N, 82° 29′ 47″ W                                                | Jonesborough | Im Jahr 1974 transloziert in die Innenstadt von Jonesborough. |